# Montagnole
Montagnole ist eine französische Gemeinde mit 1000 Einwohnern (Stand 1. Januar 2022) im Département Savoie in der Region Auvergne-Rhône-Alpes. Sie gehört zum Arrondissement Chambéry und ist Mitglied des Gemeindeverbands Communauté d’agglomération du Grand Chambéry. Die Bewohner werden Montagnolais und Montagnolaises genannt.

## Geographie

### Lage
Montagnole liegt auf 556 m, etwa 3 km südlich der Präfektur Chambéry, 42 km nordnordöstlich der Stadt Grenoble und 44 km südsüdwestlich der Stadt Annecy (Luftlinie). Das Dorf erstreckt sich am Nordrand der Chartreuse, ein Kalksteinmassiv in den nördlichen französischen Voralpen. Nachbargemeinden von Montagnole sind Cognin, Jacob-Bellecombette und Barberaz im Norden, Saint-Baldoph und Apremont im Osten, Entremont-le-Vieux (Berührungspunkt) im Süden sowie Saint-Cassin im Westen.

### Topographie
Die Fläche des 11,30 km² großen Gemeindegebiets gliedert sich in zwei Teile: die sanft ansteigenden Ausläufer der Chartreuse im Norden mitsamt dem Siedlungsgebiet von Montagnole und ein von bewaldeten Steilhängen geprägter Südteil. An seinem äußersten Ende befindet sich die fast senkrecht abfallende Felswand der 1486 m hohen Pointe de la Gorgeat, auf der das Gemeindegebiet seine höchste Erhebung erreicht. Die Gemeinde liegt damit innerhalb des Regionalen Naturparks Chartreuse (frz.: Parc naturel régional de la Chartreuse). Im Osten verläuft die Gemeindegrenze entlang eines mehrere Kilometer langen, von der Pointe de la Gorgeat absteigenden Bergrückens, der eine natürliche Trennlinie zwischen Montagnole und den Hängen von Saint-Baldoph und Apremont zieht. An der Flanke dieses Bergrücken entspringen mehrere Gebirgsbäche, die den Gemeindeboden zur Hyère hin entwässern. Die Gemeindefläche ist größtenteils (55 %) mit Bäumen bewachsen, Wiesen machen weitere 33 % aus. Die Überreste der Zementsteinbrüche haben einen Anteil von fast 4 %.

### Gemeindegliederung

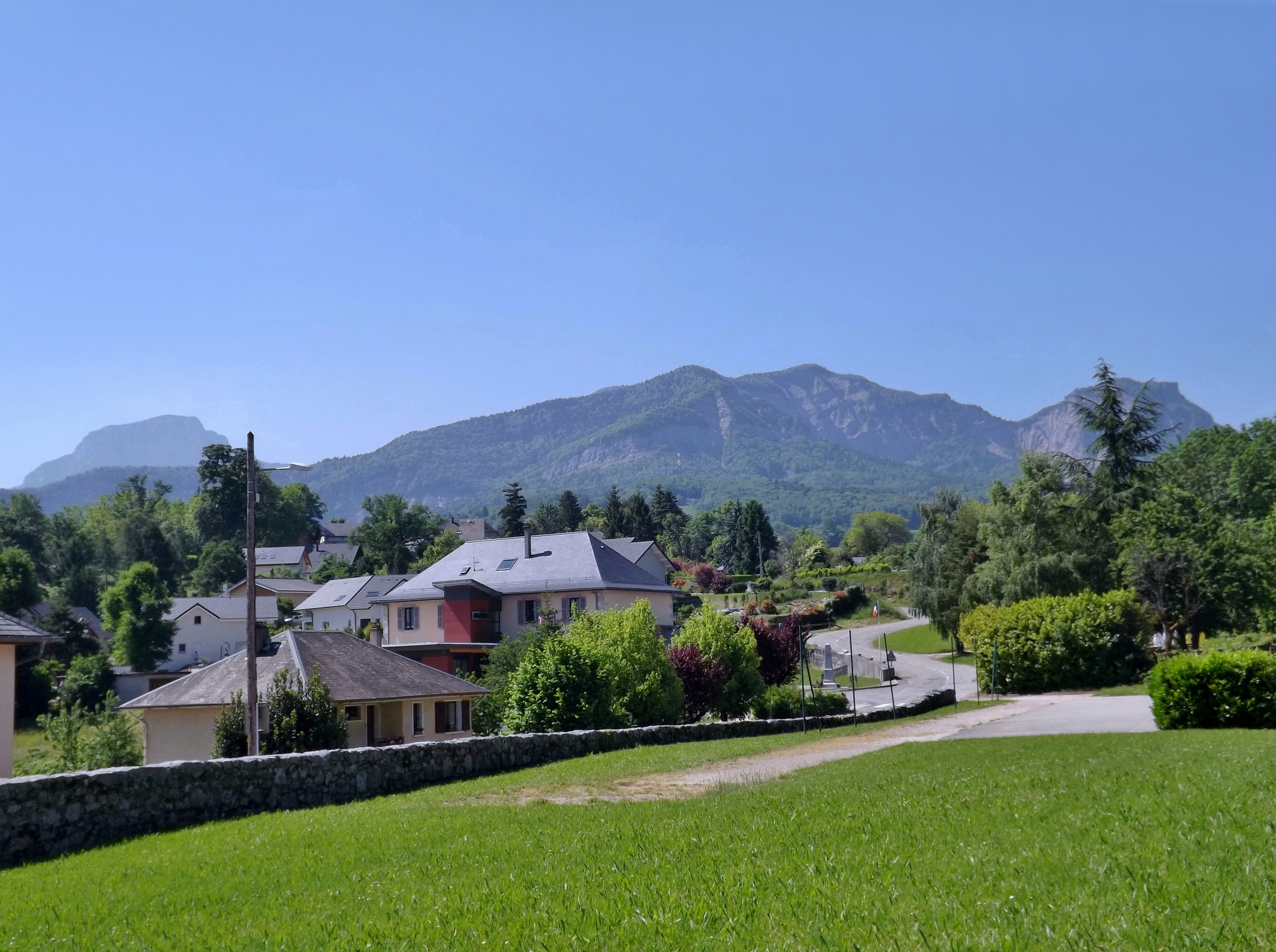
Ortskern von Montagnole mit mairie und Kriegerdenkmal vor den Ausläufern der Chartreuse, im Hintergrund links die Silhouette des Mont Granier.

Montagnole bildet eine Streusiedlung, dessen bebaute Grundstücke sich vor allem entlang der durch die Gemeinde verlaufenden Straßen aufreihen. Im Nordosten befinden sich mehrere Steinbrüche einer ehemaligen Zementfabrik. Ein Truppenübungsplatz nimmt den südlichen Teil der Gemeinde ein.

## Geschichte
Der Ort Montagnole wurde um 1100 im Hochmittelalter erstmals als Standort einer Kirche urkundlich erwähnt (Ecclesia de Montaniola). Weitere Erwähnungen sind Parrochia de Montagnola (1260) und Ecclesia Sancti Andree de Montaigniola (1487). Der Name ist eine Verkleinerungsform von montagne (dt.: Berg).
Kurz nach 1248, als ein Bergrutsch aus dem Mont Granier mehrere Gemeinden einschließlich des Dekanats Saint-André verschüttete, wurde das Dekanat nach Montagnole verlegt und die Kirche ebenfalls dem Heiligen Andreas gewidmet. Über mehrere Jahrhunderte hinweg hatte die Gemeinde dadurch eine gewisse übergeordnete Bedeutung, und ihre Kirche wurde im 15. Jahrhundert neu errichtet.
Von 1863 bis 1993 wurde in Montagnole an der Grenze zu Bellecombette Kalkstein abgebaut, der zuerst in Cognin und später vor Ort zu Zement verarbeitet wurde. Der Transport der Materialmengen verlief jeweils durch Jacob-Bellecombette, dazu verkehrte von 1912 bis 1924 eine Zahnradbahn und von 1924 bis 1963 eine Materialseilbahn.

## Sehenswürdigkeiten

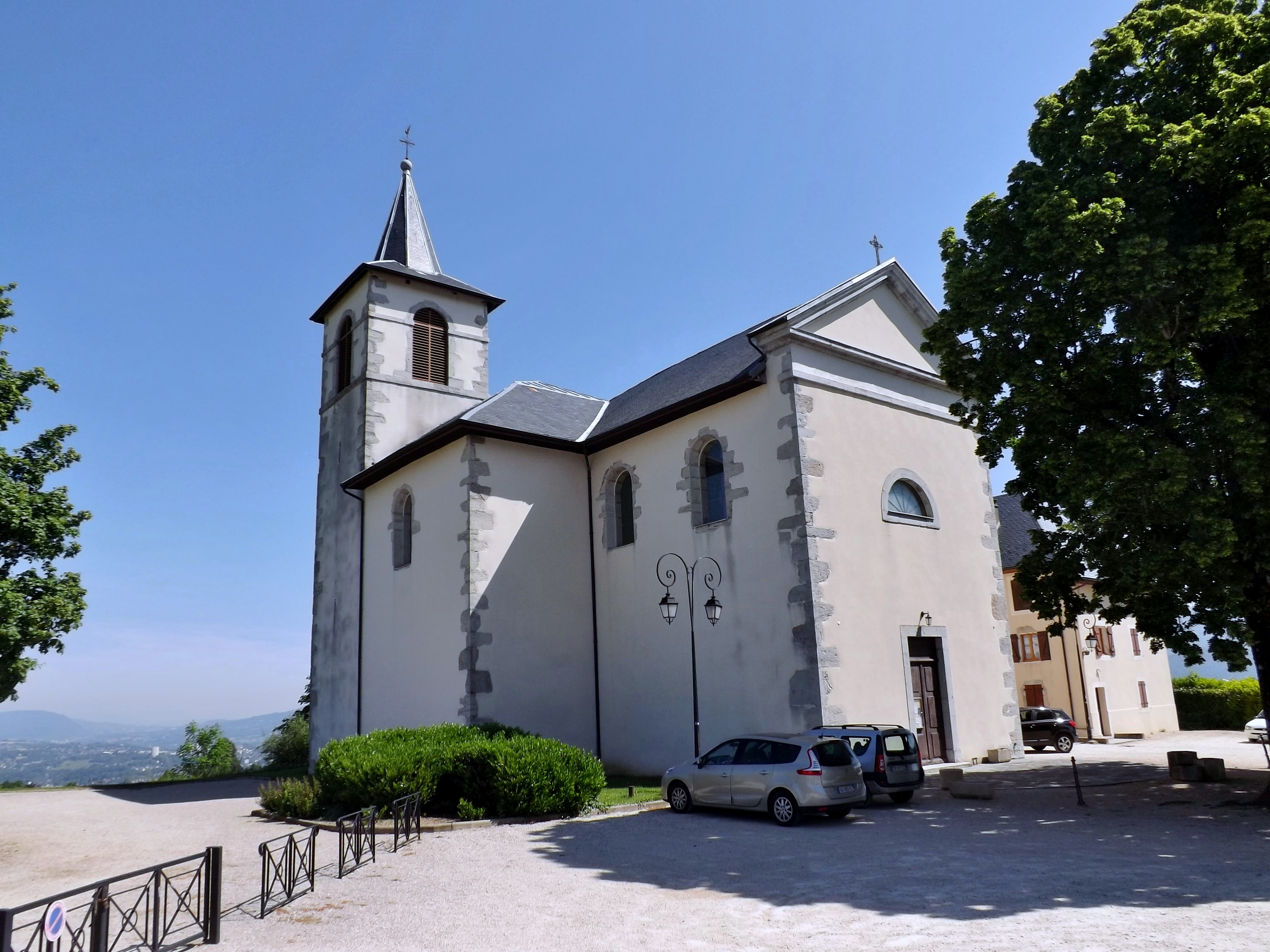
Kirche Saint-André

Die heutige Dorfkirche Saint-André stammt aus dem 18. Jahrhundert und ist in der für Savoyen typischen Ausprägung des Klassizismus errichtet. Sie ersetzte den baufällig gewordenen Vorgängerbau aus dem 15. Jahrhundert.

## Bevölkerungsentwicklung
| Jahr                       | 1962 | 1968 | 1975 | 1982 | 1990 | 1999 | 2006 | 2011 | 2020 |
| Einwohner                  | 406  | 347  | 462  | 560  | 653  | 669  | 723  | 853  | 976  |
| Quellen: Cassini und INSEE |      |      |      |      |      |      |      |      |      |

Mit 1000 Einwohnern (Stand 1. Januar 2022) gehört Montagnole zu den kleinen Gemeinden des Département Savoie. Nachdem die Einwohnerzahl über einen Zeitraum von rund 100 Jahren nach dem Anschluss Savoyens an Frankreich kontinuierlich gefallen war (1861 wurden noch 733 Einwohner gezählt), wurde seit Mitte der 1970er Jahre wieder eine starke Bevölkerungszunahme verzeichnet.

## Wirtschaft und Infrastruktur
Montagnole war bis weit ins 20. Jahrhundert hinein ein ganz durch die Landwirtschaft geprägtes Dorf. Heute sind noch etwa ein Dutzend Betriebe aktiv vorwiegend im Bereich Tierproduktion. Daneben gibt es verschiedene Betriebe des lokalen Kleingewerbes. Mittlerweile hat sich das Dorf vor allem zu einer Wohngemeinde entwickelt, deren Erwerbstätige als Wegpendler  in den größeren Ortschaften der Umgebung, vor allem im Großraum Aix–Chambéry, ihrer Arbeit nachgehen.
Die Ortschaft liegt abseits der größeren Durchgangsstraßen an der Departementsstraße D912, die von Jacob-Bellecombette zu den Höhenzügen des inneren Chartreuse-Gebirges führt. Weitere Straßenverbindung besteht mit den Nachbardörfern Saint-Cassin, Barberaz und Saint-Baldoph. Der nächste Autobahnanschluss an das regionale Autobahnnetz bei Chambéry befindet sich in rund 8 km Entfernung. Als Flughäfen in der Region kommen Chambéry-Savoie (Entfernung 15 km), Lyon-St-Exupéry (90 km) oder Genf (94 km) in Frage.
In Montagnole befindet sich eine staatliche école primaire (Grundschule mit eingegliederter Vorschule).